# San Dionisio, Filippinerna
San Dionisio (Bayan ng San Dionisio) är en kommun i Filippinerna. Kommunen ligger på ön Panay, och tillhör provinsen Iloilo. Folkmängden uppgår till 28 702 invånare.

## Barangayer
San Dionisio är indelat i 29 barangayer.
| - Agdaliran - Amayong - Bagacay - Batuan - Bondulan - Boroñgon - Canas - Capinang - Cubay - Cudionan - Dugman - Hacienda Conchita - Madanlog - Mandu-awak - Moto | - Naborot - Nipa - Odiongan - Pangi - Pase - Poblacion - San Nicolas - Santol - Siempreviva - Sua - Talo-ato - Tamangi - Tiabas - Tuble |